# ベイリー・マディソン
ベイリー・マディソン（Bailee Madison, 1999年10月15日 - ）は、アメリカ合衆国フロリダ州フォートローダーデール出身の女優である。

## 人物
2年ほどAlex Langeと付き合っていたが、2018年12月に破局。
現在はNewHopeClubのBlakeRichardsonとの交際の噂。

## 出演作品

### テレビ
- ワンス・アポン・ア・タイム（白雪姫（少女時代））
- LAW & ORDER:性犯罪特捜班
- CHASE/逃亡者を追え!
- CSI:ニューヨーク
- Dr.HOUSE
- Good Witch  (Grace)
- The Fosters (主役キャリーの異母姉妹)

### 映画
- かぞくモメはじめました（ハーパー・シモンズ）
- ウソツキは結婚のはじまり（マギー・マーフィー）
- ダーク・フェアリー（サリー･ハースト）
- ジェシカ・アルバの“しあわせの方程式”（幼少期のモナ・グレイ）
- かみさまへのてがみ（サマンサ・ペリーフィールド）
- マイ・ブラザー（イザベル・ケイヒル）
- フィービー・イン・ワンダーランド（オリビア）
- コラムニスト：サラの選択（ハンナ）
- テラビシアにかける橋（メイベル・アーロンズ）
- ロンリーハート
- ウェイバリー通りのウィザードたち(マキシーン)